# Маредсу (бира)
Маредсу (на френски: Maredsous) е марка белгийска абатска бира, тип ейл, произведена и бутилирана от пивоварната компания „Brouwerij Duvel Moortgat“ в Брийндонк, Белгия. „Маредсу“ e една от белгийските марки бира, които имат правото да носят логото „Призната белгийска абатска бира“ (Erkend Belgisch Abdijbier), обозначаващо спазването на стандартите на „Съюза на белгийските пивовари“ (Unie van de Belgische Brouwers).

## История
Историята на бирата „Маредсу“ е свързана с бенедиктинското абатство Маредсу, разположено в близост до гр.Намюр, Белгия.
Абатството е основано на 15 ноември 1872 г. от монаси-бенедиктинци от абатство Беурон в Германия по инициатива на Хилдебранд де Хемптин, белгийски монах в Беурон, който впоследствие става абат на Маредсу, и с подкрепата на братята Анри и Жул Дескле, които плащат за проектиране и изграждане на внушителните манастирски сгради.
Абатските сгради са проектирани от архитект Жан Батист Бетюн (1831 – 1894), водеща фигура на нео-готическия стил в белгийската архитектура през втората половина на ХІХ век. Строежът на манастира е завършен през 1892 г.
През 1903 г. в абатството е открито училище по изкуства, което през 1964 г. се обединява със Занаятчийското училище в Намюр в Технически институт на изкуствата и занаятите.
В самото абатство никога не е съществувала собствена пивоварна. Рецептата за първата бира Maredsous 6 е създадена в абатството през 1949 г. от отец Атут, като производството е възложено на пивоварната „Brasserie du Faleau“ в Шатолиньо, Белгия. Търговската марка и рецептата за бирата са собственост на абатството. През есента на 1949 г. е произведена и коледна бира Maredsous Noël с алкохолно съдържание 8 %, която впоследствие е преименувана на Maredsous 8.
„Brasserie du Faleau“ затваря врати през 1960 г. и производството на абатската бира е поето от пивоварна „Brasserie Caulier“, която от своя страна се слива с „Brasserie Ghlin“. Качеството на бирата не е добро и от абатството търсят друга пивоварна.
През 1964 г. абатството възлага производството на пивоварната „Brouwerij Duvel Moortgat“, която подобрява оригиналните рецепти. През 1972 г. на пазара е пусната „Maredsous 9 Triple“, а по-късно и „Maredsous 6 Blonde“. През 2001 г. пивоварната спира производството на „Maredsous 6 Brune“, и променя името на трипъла на „Maredsous 10“.

## Търговски марки
Търговския асортимент на бирата Maredsous включва следните марки:
- Maredsous 6 (Blonde) – светла силна бира с алкохолно съдържание 6 %.
- Maredsous 8 (Brune) – тъмна силна бира с алкохолно съдържание 8 %.
- Maredsous 10 (Triple) – тъмнокехлибарена силна бира с алкохолно съдържание 10 %.

- Maredsous 6
- Maredsous 8
- Maredsous 10